# مخصص (مالية)
المخصص أو البدل بشكل أساسي بأنه بعض الوقت الإضافي اللازم لتلبية الاحتياجات الشخصية؛ مثل شرب الماء، الراحة من التعب، والتأجيل. المخصص هو كل مبلغ يستقطع من الإيرادات من أجل مقابلة إهلاك (النقص في قيمة الأصل) أو تجديد الأصول الثابتة أو مقابلة نقص في قيمة أي أصل من الأصول، أو بهدف مقابلة التزام أو خسائر يمكن التعرف عليها ولا يمكن تحديد قيمتها بدقة. والاحتياطي هو كل مبلغ يحتجز من الأرباح الصافية لغير الأغراض التي يكون من أجلها المخصص وذلك لمقابلة أغراض أو تحقيق أهداف معينة (مثل دعم المركز المالي للمشروع، تمويل سداد التزامات). يظهر المخصص في حساب المتاجرة (مثل مخصص هبوط أسعار البضاعة) أو في حساب الأرباح والخسائر (مثل باقي أنواع المخصصات) باعتباره عبئاً على الإيرادات، كما يظهر المخصص في الميزانية في جانب الخصوم أو في جانب الأصول مطروحا من الأصول المختصة. أما الاحتياطي فيظهر في حساب توزيع الأرباح باعتباره استعمالا للربح، كما يظهر في الميزانية في جانب الخصوم.

## أسباب تكوين المخصص
1. مقابلة النقص في قيمة الأصول الثابتة (الإهلاك).
2. مقابلة تجديد الأصول الثابتة.
3. مقابلة النقص المؤكد الحدوث في قيمة الأصول والذي يمكن التعرف عليه ولا يمكن تحديد قيمته بدقة (مثل مخصص الديون المعدومة).
4. مقابلة النقص المحتمل الحدوث مستقبلا في قيمة الأصول (مثل مخصص الديون المشكوك في تحصيلها، مخصص هبوط أسعار بضاعة، مخصص هبوط أسعار أوراق مالية).
5. مقابلة التزامات مؤكدة يمكن التعرف عليها ولا يمكن تحديد قيمتها بدقة (مثل مخصص الضرائب).
6. مقابلة التزام محتمل الحدوث (مثل مخصص التعويضات).

## أسباب تكوين الاحتياطي
1. تدعيم المركز المالي للمنشأة (مثل الاحتياطي القانوني والاحتياطي العام).
2. المساعدة في تنفيذ سياسة إدارية معينة (مثل احتياطي التجديدات والتوسعات، احتياطي ارتفاع أسعار الأصول الثابتة).
3. احتياطيات تهدف إلى مساعدة الدولة في تنفيذ خطة التنمية الاقتصادية (مثل احتياطي شراء السندات الحكومية).

## الفرق بين المخصص والاحتياطي
1. يعد المخصص يعتبر من الأعباء التي يجب تحميلها للإيراد قبل الوصول لصافى أرباح أو صافى خسائر المشروع (أي أنه يتم تكوينه بغض النظر عن نتيجة النشاط من صافى ربح أو صافي خسارة).

أما الاحتياطي فيعتبر توزيع للربح (وعلى ذلك فإنه يلزم تحقيق المشروع صافى ربح حتى يتم تكوين الاحتياطي).
1. المخصص يظهر في حساب المتاجرة (مثل مخصص هبوط أسعار البضاعة) أو في حساب الأرباح والخسائر (مثل باقي أنواع المخصصات) باعتباره عبئا على الإيرادات، كما يظهر المخصص في الميزانية في جانب الخصوم أو في جانب الأصول مطروحا من الأصول المختصة.

أما الاحتياطي فيظهر في حساب توزيع الأرباح باعتباره استعمالا للربح، كما يظهر في الميزانية في جانب الخصوم.
1. يهدف المخصص إلى مقابلة النقص في قيمة الأصول أو لمقابلة الالتزامات أو الخسائر التي يمكن التعرف عليها ولا يمكن تحديد قيمتها بدقة. أما الاحتياطي فيتم تكوينه بهدف تدعيم المركز المالي للمشروع أو تنفيذا لسياسة إدارية معينة أو لمساعدة الدولة في تدبير الموارد المالية اللازمة لها.
2. أن المخصص مصدره إيرادات المشروع، أما الاحتياطي فمصدرة أرباح المشروع العادية والأرباح الرأسمالية.
3. أن عدم تكوين المخصص أو عدم كفاية المبلغ المكون يؤثر على نتيجة أعمال المشروع ويؤدى إلى تضخيم الأرباح واحتوائها على أرباح صورية بمقدار قيمة المخصص أو بمقدار النقص في قيمته، وعلى العكس من ذلك فإن المغالاة في تكوين المخصص يؤدى إلى انخفاض أرباح المشروع بمقدار المغالاة في قيمة المخصص، وفي كلتا الحالتين فإن المخصص يؤثر على نتيجة أعمال المشروع. أما الاحتياطي فلا يؤثر تكوينه أو عدم تكوينه على نتيجة أعمال المشروع حيث أنه توزيع للربح.
4. أن التحديد الدقيق لقيمة المخصص يؤدى إلى إظهار المركز المالي السليم للمشروع. أما الاحتياطي فلا يؤثر لي سلامة المركز المالي للمشروع.
5. أن المخصص يكون لمقابلة نقص في قيمة الأصول أو لمقابلة الالتزامات وبالتالي فلا يقابله أي حقوق أو موجودات. أما الاحتياطي فهو أرباح أعيد استثمارها في المشروع في شكل موجودات وأصول أو خارج المشروع في شكل استثمارات ولذلك فإن الاحتياطي يقابله أصول حقيقية.